# Tolstowo (Kaliningrad)
Tolstowo (russisch Толстово, deutsch Löbegallen, 1938 bis 1945 Löbenau, litauisch Liepgalis) ist ein Ort in der russischen Oblast Kaliningrad. Er gehört zur kommunalen Selbstverwaltungseinheit Munizipalkreis Krasnosnamensk im Rajon Krasnosnamensk.

## Geographische Lage
Tolstowo liegt am Südufer der Inster (heute russisch: Instrutsch) an einer Nebenstraße (27K-105), welche die Rajonstadt Krasnosnamensk (Lasdehnen/Haselberg) über Belkino (Groß Wersmeningken/Langenfelde) mit Uslowoje (Rautenberg) verbindet. Bis zur einstigen Kreisstadt Pillkallen (1938 bis 1945 Schloßberg, russisch Dobrowolsk) sind es 19, bis nach Krasnosnamensk 9 Kilometer. Eine Bahnanbindung besteht nicht.

## Geschichte

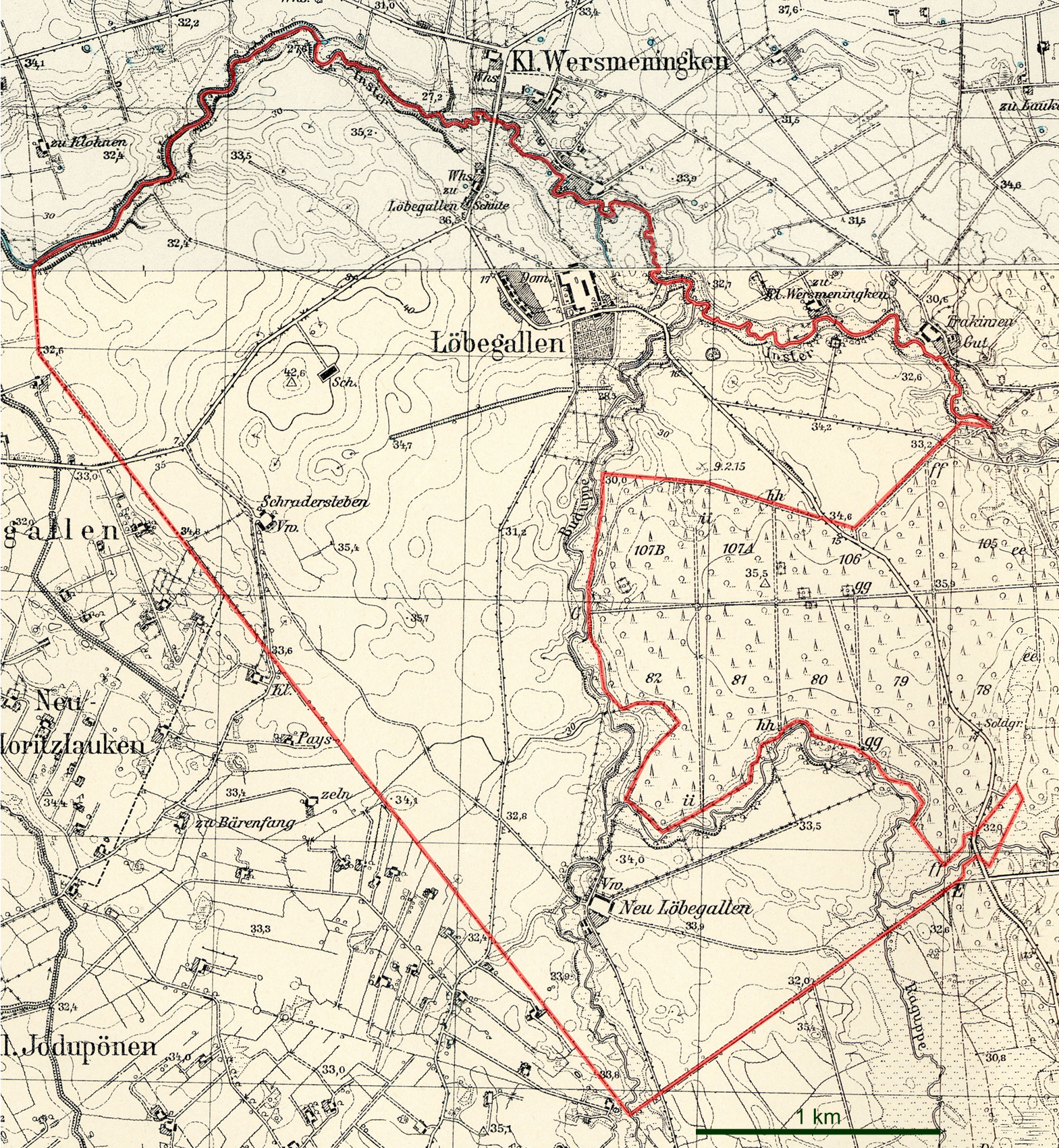
Der Gutsbezirk Löbegallen auf zwei Messtischblättern von 1927 und 1937

Das heutige Tolstowo geht auf die 1539 erstmals genannte größere Ansiedlung Boiorgallen zurück. Bei diesem Dorf wurde 1563 der herzogliche (staatliche) Hof Bayorgallen errichtet, auf dem die Bauern der Umgebung erstmals scharwerken mussten. Dieser Ortsname ging auf Bajoras zurück, ein Angehöriger des niederen litauischen Adels. Das nach der Großen Pest ausgestorbene Bauerndorf Bajohrgallen wurde zum staatlichen Hof Bajohrgallen geschlagen und das Ganze 1723 zur Domäne Löbegallen gemacht. Der neue Ortsname enthielt den Personennamen des Generallieutenants Freiherr von Löben und die litauische Endung –gallen (gallas = Ende eines Flusses, Quellgebiet). Um 1730 wurde auch das wüst liegende Schatull-Dorf Lindicken zur Domäne gezogen. Es gab dort eine Wasser- und eine Windmühle.
Im Jahre 1874 wurde der Gutsbezirk Löbegallen namensgebend für einen Amtsbezirk im Kreis Pillkallen. Zu dem Gutsbezirk gehörten neben dem eigentlichen Gut auch das Dorf Löbegallen mit Schule und Wirtshaus – auch Schule Löbegallen genannt – und die Vorwerke Neu-Löbegallen und Schradersleben. 1928 wurde der Gutsbezirk in eine Landgemeinde umgewandelt. 1938 wurde Löbegallen in Löbenau umbenannt. Entsprechend wurde der Name von Neu-Löbegallen in Neulöbenau geändert.
In Folge des Zweiten Weltkrieges kam der Ort 1945 mit dem nördlichen Ostpreußen zur Sowjetunion. Im Jahr 1947 erhielt er den russischen Namen Tolstowo und wurde gleichzeitig Sitz eines Dorfsowjets im Rajon Krasnosnamensk. Das ehemalige Vorwerk Neu-Löbegallen wurde 1950 mit dem ehemaligen Gutsbezirk Ragupönen zum neuen Ort Meschduretschje zusammengefasst und gehört heute laut Karte zu Uslowoje. Das ehemalige Vorwerk Schradersleben wurde 1950 mit den ehemaligen Orten Alt und Neu Moritzlauken (Moritzfelde) zum neuen Ort Kortschagino zusammengefasst und wurde verlassen.
Nach der Auflösung des Dorfsowjets im Jahr 1965 gelangte Tolstowo in den Chlebnikowski selski Sowet. Von 2008 bis 2015 gehörte der Ort zur Landgemeinde Wesnowskoje selskoje posselenije, von 2016 bis 2021 zum Stadtkreis Krasnosnamensk und seither zum Munizipalkreis Krasnosnamensk.

### Einwohnerentwicklung
| Jahr | Einwohner | Bemerkungen                                                               |
| ---- | --------- | ------------------------------------------------------------------------- |
| 1867 | 267       |                                                                           |
| 1871 | 269       |                                                                           |
| 1885 | 312       | Davon im Dorf Löbegallen 14, in Neu-Löbegallen 50, in Schradersleben 24   |
| 1905 | 193       | Davon in Schule Löbegallen 13, in Neu-Löbegallen 39, in Schradersleben 11 |
| 1910 | 171       |                                                                           |
| 1925 | 236       |                                                                           |
| 1933 | 211       |                                                                           |
| 1939 | 188       |                                                                           |
| 1984 | ~ 230     |                                                                           |
| 2002 | 158       |                                                                           |
| 2010 | 186       |                                                                           |
| 2021 | 185       |                                                                           |

### Amtsbezirk Löbegallen/Löbenau 1874–1945
Der Amtsbezirk Löbegallen setzte sich anfangs aus sechs Landgemeinden (LG) und zwei Gutsbezirken (GB) zusammen. Am Ende gehörten noch sieben Gemeinden zum 1939 umbenannten Amtsbezirk Löbenau:
| Name                             | Änderungsname von 1938 | Russischer Name nach 1945 | Bemerkungen                                |
| -------------------------------- | ---------------------- | ------------------------- | ------------------------------------------ |
| Bagdohnen (LG)                   | Rodungen               | Scheikino                 |                                            |
| Groß Wersmeningken (LG)          | Langenfelde            | Belkino                   |                                            |
| Klein Wersmeningken (LG)         | Dreßlershausen         |                           |                                            |
| Klohnen (LG)                     |                        | (Wyschkino)               |                                            |
| Laukehlischken (LG)              | seit 1928: Cäsarsruhe  | Danilewskoje              |                                            |
| Löbegallen (GB)                  | Löbenau                | Tolstowo                  | seit 1928 LG                               |
| Payszeln (LG) 1936–38: Payscheln | Insterwangen           | Lwowskoje                 |                                            |
| Trakinnen (GB)                   |                        |                           | 1928 in die LG Laukehlischken eingemeindet |

### Tolstowski selski Sowet 1947–1965
Der Dorfsowjet Tolstowski selski Sowet (ru. Толстовский сельский Совет) wurde im Juli 1947 eingerichtet. Im Jahr 1965 wurde er wieder aufgelöst und seine Orte an die Dorfsowjets Chlebnikowski selski Sowet, Dobrowolski selski Sowet und Wesnowski selski Sowet verteilt.
| Ortsname                        | Name bis 1947/50                                                                 |  | Ortsname                    | Name bis 1947/50                |
| ------------------------------- | -------------------------------------------------------------------------------- |  | --------------------------- | ------------------------------- |
| Belkino (Белкино)               | Groß Wersmeningken/Langenfelde                                                   |  | Priwolnoje (Привольное)     | Neu Wischteggen/Henndorf        |
| Chlebnikowo (Хлебниково)        | Schilleningken/Ebertann                                                          |  | Samarskoje (Самарское)      | Bergershof                      |
| Danilewskoje (Данилевское)      | Trakinnen/zu Cäsarsruhe und Laukehlischken/Cäsarsruhe                            |  | Scheikino (Шейкино)         | Bagdohnen/Rodungen              |
| Dunaiskoje (Дунайское)          | Alt Wingeruppen/Windungen und Czuppen/Schuppen                                   |  | Schirokodolje (Широкодолье) | Antskrebben/Hutfelde            |
| Korobowo (Коробово)             | Karohnen                                                                         |  | Schkolnoje (Школьное)       | Mittenwalde                     |
| Kortschagino (Корчагино)        | Alt Moritzlauken/Altmoritzfelde, Neu Moritzlauken/Moritzfelde und Schradersleben |  | Sorokino (Сорокино)         | Groß Skaisgirren/Großschirren   |
| Krasnoselskoje (Красносельское) | Girrehlischken                                                                   |  | Stolbowoje (Столбовое)      | Birkenfelde [Kr. Tilsit-Ragnit] |
| Kurganskoje (Курганское)        | Bärenfang                                                                        |  | Sumarokowo (Сумароково)     | Klein Jodupönen/Kleinsorge      |
| Lugowoje (Луговое)              | Blumenthal                                                                       |  |                             |                                 |
| Lwowskoje (Львовское)           | Payszeln/Insterwangen                                                            |  | Suslowo (Суслово)           | Poplienen/Poplingen             |
| Melnitschnoje (Мельничное)      | Brödlaugken/Bröden                                                               |  | Sussanino (Сусанино)        | Paulshof                        |
| Meschduretschje (Междуречье)    | Neu Löbegallen/Neulöbenau und Ragupönen/Mittenwalde                              |  | Tolstowo (Толстово)         | Löbegallen/Löbenau              |
| Mostowoje (Мостовое)            | Laugallen/Kleehausen                                                             |  | Uslowoje (Узловое)          | Rautenberg                      |
| Plankino (Планкино)             | Bagdohnen [Fh.]/Rodungen [Fh.]                                                   |  | Wyschkino (Вышкино)         | Königshuld I                    |

Der laut Erlass ebenfalls in den Tolstowski selski Sowet eingeordnete Ort Torfjanoje (Waszeningken/Waschingen) gelangte (vor 1975) in den Malomoschaiski selski Sowet im Rajon Neman.

## Kirche
Die Bevölkerung Löbegallens resp. Löbenaus war vor 1945 fast ohne Ausnahme evangelischer Konfession. Das Dorf war in das Kirchspiel der Kirche Lasdehnen (der Ort hieß zwischen 1938 und 1946: Haselberg, heute russisch: Krasnosnamensk) eingepfarrt. Sie war Teil des Kirchenkreises Pillkallen (Schkloßberg) innerhalb der Kirchenprovinz Ostpreußen der Kirche der Altpreußischen Union. Heute liegt Tolstowo im weitflächigen Einzugsbereich der neu entstandenen evangelisch-lutherischen Gemeinde in Sabrodino (Lesgewangminnen, 1938 bis 1946 Lesgewangen) innerhalb der Propstei Kaliningrad (Königsberg) der Evangelisch-lutherischen Kirche Europäisches Russland.